# Балюк, Александра Алексеевна
Александра Алексеевна Балюк (укр. Олександра Олексіївна Балюк; 14 сентября 1913, село Сорочинцы, Великосорочинская волость, Миргородский уезд, Полтавская губерния — 7 ноября 1994, село Великий Байрак, Миргородский район, Полтавская область) — колхозница, доярка племенного завода имени Декабристов Миргородского района Полтавской области, Украинская ССР. Герой Социалистического Труда (1966).

## Биография
Родилась 14 сентября 1913 года в крестьянской семье в селе Сорочинцы Полтавской губернии. Окончила четыре класса начальной школы, после чего до 1936 трудилась разнорабочей в колхозе «Широкая нива».
С 1936 по 1967 год — доярка племенного завода имени Декабристов в селе Великий Байрак Миргородского района. С 1961 года ежегодно перевыполняла план по надою молока. С среднем получала около 3200 — 3500 килограмм молока с каждой коровы. В 1957 году удостоена звания Героя Социалистического Труда «за достигнутые успехи в развитии животноводства, увеличении производства и заготовок мяса, молока, яиц, шерсти и другой продукции».
В 1967 году вышла на пенсию. Проживала в селе Великий Байрак.

## Награды
- Герой Социалистического Труда — указом Президиума Верховного Совета СССР от 22 марта 1966 года
- Орден Ленина — дважды (1949, 1966)